# The Pleasure Principle (Gary Numan)
The Pleasure Principle è il terzo album discografico di Gary Numan, pubblicato dalla Beggars Banquet Records nel settembre 1979.
È il primo album pubblicato sotto il nome da Gary Numan come solista dopo l'esperienza con il progetto Tubeway Army. Giunse al primo posto della Official Albums Chart e raccolse successo internazionale soprattutto con il singolo Cars.
È stato ristampato in CD nel 1998 con alcune tracce bonus aggiuntive, e nel 2009, in occasione del 30º anniversario, in versione triplo CD.

## Storia
Già durante il successo improvviso di "Are 'Friends' Electric" con i Tubeway Army nella primavera del 1979, Numan stava già realizzando nuovo materiale per un imminente album sotto il proprio nome. Per una "session" per la trasmissione radiofonica di John Peel per la BBC registrata alla fine di maggio e trasmesso ai primi di giugno furono registrate quattro brani inediti: "Cars", "Airlane", "Films" e "Conversation". Ognuno apparirà poi su The Pleasure Principle in versioni leggermente diverse qualche mese dopo.
Il primo singolo "Cars", pubblicato alla fine di agosto, anticipò l'uscita dell'album di qualche settimana. Alla fine di settembre ognuno stava al primo posto delle rispettive classifiche in Gran Bretagna seppur per una sola settimana.
Il secondo singolo "Complex" fu pubblicato a novembre dello stesso anno, raggiungendo la 6ª posizione in classifica.

## Titolo e copertina
Il titolo The Pleasure Principle è la traduzione in inglese del titolo di un quadro di René Magritte, "Le Principe du Plasir". La posa e l'abbigliamento di Numan sulla copertina, con un oggetto posto su un tavolo davanti, sono una citazione della figura del quadro di Magritte.

## Stile musicale
Lo stile musicale è caratterizzato dall'uso di sintetizzatori, in particolare il Moog, al posto delle chitarre elettriche. Vengono utilizzati comunque il basso elettrico e la batteria acustica.
Tutti i brani hanno come titolo una parola unica, ad eccezione di "M.E." un'abbreviazione inventata che in inglese si pronuncia con il monosillabe "me" ("io"). Il brano di apertura "Airlane" è un brano strumentale mentre tutti gli altri hanno un testo cantato da Numan.

## Tracce
(Musiche e testi di Gary Numan eccetto dove indicato)
1. Airlane - 3:18
2. Metal - 3:32
3. Complex - 3:12
4. Films - 4:09
5. M.E. - 5:37
6. Tracks - 2:51
7. Observer - 2:53
8. Conversation - 7:36
9. Cars - 3:58
10. Engineers - 4:01

Tracce bonus ristampa CD 1998
1. Random - 3:49
2. Oceans - 3:03
3. Asylum (B-Side singolo Cars) - 2:31
4. Me! I Disconnect From You (live) - 3:06
5. Bombers (live)* - 5:46
6. Remember I Was Vapour (live)* - 4:46
7. On Broadway (live)* (Jerry Leiber, Mike Stoller, Barry Mann, Cynthia Weil) - 4:48

Tracce 30th Anniversary Edition 2008
- CD 1

1. Airlane
2. Metal
3. Complex
4. Films
5. M.E.
6. Tracks
7. Observer
8. Conversations
9. Cars
10. Engineers

- CD 2

1. Airlane (Demo Version)
2. Metal (Demo Version)
3. Complex (Demo Version)
4. Films (Demo Version)
5. M.E. (Demo Version)
6. Tracks (Demo Version)
7. Observer (Demo Version)
8. Conversation (Demo Version 2)
9. Cars (Demo Version)
10. Engineers (Demo Version)
11. Random (2009 Remaster)
12. Oceans (2009 Remaster)
13. Asylum (2009 Remaster)
14. Photograph (2009 Remaster)
15. Gymnopedies No. 1 (Demo Version)
16. Conversation (Demo Version 1)
17. M.E. (Out Take Mix)

- CD 3
(bonus CD in vendita esclusivamente sul sito garynuman.co.uk
(ristampate da The Live EPs, 1980)

1. Down in the Park
2. On Broadway
3. Every Day I Die
4. Remember I Was Vapour
5. Bombers
6. Me! I Disconnect From You
7. Conversation
8. Metal
9. Down in the Park

(ristampate da Living Ornaments '79, 1979)
1. Airlane
2. Cars
3. We Are So Fragile
4. Films
5. Something's in the House
6. My Shadow in Vain
7. Conversation
8. The Dream Police
9. Metal

## Musicisti
- Gary Numan – voce, tastiere (Minimoog, Polymoog, ARP Odyssey), percussioni
- Paul Gardiner – basso
- Chris Payne – tastiere (Minimoog, Polymoog, pianoforte), viola
- Cedric Sharpley – percussioni
- Billy Currie – violino in Tracks e Conversation
- Garry Robson – cori in Conversation

## Promozione
La pubblicazione dell'album è stata promossa da una lunga tournée da parte di Numan e la sua band. Il tour, denominato "The Touring Principle", ha avuto una prima fase di 16 date in Gran Bretagna da settembre a ottobre del 1979, seguita da 13 date negli Stati e Uniti e Canada a febbraio e marzo del 1980, 6 date in Europa a marzo, ed un totale di 17 date tra il Giappone, Nuova Zelanda e Australia a maggio del 1980.
Brani eseguiti all'Hammersmith Odeon di Londra a settembre del 1979 furono pubblicati nell'album Living Ornaments '79, uscita inizialmente ad aprile 1981, poi in versione espansa e rimasterizzata su CD a gennaio 1998. Un secondo album dal vivo Engineers fu pubblicato a febbraio 2008 a seguito della scoperta di una registrazione da parte di una stazione radio australiana di un concerto tenuto a Sydney il 31 maggio 1980.
La scaletta iniziale del tour prevedeva un misto di brani nuovi e vecchi dai tempi di Numan con i Tubeway Army. Sin dall'inizio del tour fu eseguito anche il brano inedito "Remember I Was Vapour", incluso poi nell'album successivo Telekon (settembre, 1980), e in versione live su un singolo 7" incluso con l'album. Nel corso dei concerti tenuti nel 1980 furono inclusi altri brani inediti come "We Are Glass", "I Die: You Die", "Trois Gymnopedies" e "Remind Me To Smile", che verranno pubblicati o come singoli o nell'album Telekon.
Videoclip promozionali furono girati per i singoli "Cars" e "Complex".

## Eredità
The Pleasure Principle rimane fra gli album più noti e venduti di Numan e molti dei suoi brani sono stati eseguiti dal vivo durante gli anni nella lunga carriera del musicista, tuttora attivo, in particolare "Cars", "Films" e "Metal". L'intero album è stato riproposto dal vivo in varie occasioni a partire dal 2009 in Gran Bretagna, nel 2010 negli Stati Uniti, Canada e Messico, e nel 2012 in Australia. Un concerto tenuto a Londra nel 2009 è stato pubblicato su CD e DVD nel 2010 sotto il titolo The Pleasure Principle Live, mentre quello eseguito all'Enmore Theatre, Sydney, a maggio del 2011 è stato pubblicato in DVD insieme ad uno registrato a Brighton nel 2012, sotto il titolo di Machine Music Live.
L'album è stato riproposto di nuovo dal vivo a settembre e ottobre del 2015 in tre date consecutive, sia a Los Angeles che a Londra, in cui Numan ha eseguito i suoi album 'classici', ovvero Replicas, The Pleasure Principle e Telekon. Numan ha replicato la formula in diverse date negli Stati Uniti e Canada a maggio del 2016.
Un concerto registrato all'O2 Forum di Londra il 22 ottobre del 2015 è stato pubblicato in CD e LP vinile in occasione di questi ultimi concerti del 2016.

## Curiosità
- Il brano Cars è un tema ricorrente nella serie televisiva Nip/Tuck come sottofondo alle apparizioni del personaggio Escobar Gallardo, un pericoloso criminale e narcotrafficante, che esclama: «Non la fanno più musica così!»